# Turniej o Łańcuch Herbowy Miasta Ostrowa Wielkopolskiego 2015
Turniej o Łańcuch Herbowy Miasta Ostrowa Wielkopolskiego 2015 – 63. edycja turnieju, który odbył się 25 października 2015 roku w Ostrowie Wielkopolskim. Turniej wygrał Krystian Pieszczek. Po zawodach rozegrano bieg pamięci Rifa Saitgariejewa.

## Wyniki
- Ostrów Wielkopolski, 25 października 2015

| Msc. | Zawodnik            | Klub         | Pkt |                 |  |
| ---- | ------------------- | ------------ | --- | --------------- |  |
| 1    | Krystian Pieszczek  | Zielona Góra | 15  | (3, 3, 3, 3, 3) |  |
| 2    | Patryk Dudek        | Zielona Góra | 11  | (3, 2, 1, 3, 2) |  |
| 3    | Sebastian Ułamek    | Rybnik       | 10  | (2, 0, 2, 3, 3) |  |
| 4    | Robert Miśkowiak    | Bydgoszcz    | 9   | (2, 1, 3, 1, 2) |  |
| 5    | Nicklas Porsing     | Ostrów Wlkp. | 8   | (w, 3, 0, 2, 3) |  |
| 6    | Norbert Krakowiak   | Ostrów Wlkp. | 8   | (2, 0, 1, 2, 3) |  |
| 7    | Mateusz Szczepaniak | Ostrów Wlkp. | 8   | (3, 2, 2, 1, d) |  |
| 8    | Patryk Dolny        | Piła         | 8   | (0, 2, 2, 2, 2) |  |
| 9    | Tobiasz Musielak    | Leszno       | 7   | (3, 3, 1, 0, 0) |  |
| 10   | Norbert Kościuch    | Gniezno      | 7   | (1, 1, 3, 2, 0) |  |
| 11   | Piotr Świderski     | Gorzów Wlkp. | 7   | (d, 2, 3, 1, 1) |  |
| 12   | Damian Baliński     | Rybnik       | 7   | (1, 1, 2, 1, 2) |  |
| 13   | Marcin Nowak        | Grudziądz    | 6   | (2, 3, 0, 0, 1) |  |
| 14   | Bartosz Smektała    | Częstochowa  | 5   | (1, 0, 1, 3, 0) |  |
| 15   | Dominik Kubera      | Leszno       | 3   | (1, 1, 0, 0, 1) |  |
| 16   | Dawid Stachyra      | Krosno       | 1   | (0, 0, 0, 0, 1) |  |

Bieg po biegu
1. Dudek, Miśkowiak, Baliński, Dolny
2. Pieszczek, Krakowiak, Smektała, Porsing (w/su)
3. Szczepaniak, Ułamek, Kościuch, Świderski (d4)
4. Musielak, Nowak, Kubera, Stachyra
5. Nowak, Świderski, Miśkowiak, Smektała
6. Porsing, Szczepaniak, Baliński, Stachyra
7. Pieszczek, Dolny, Kubera, Ułamek
8. Musielak, Dudek, Kościuch, Krakowiak
9. Miśkowiak, Ułamek, Musielak, Porsing
10. Kościuch, Baliński, Smektała, Kubera
11. Świderski, Dolny, Krakowiak, Stachyra
12. Pieszczek, Szczepaniak, Dudek, Nowak
13. Pieszczek, Kościuch, Miśkowiak, Stachyra
14. Ułamek, Krakowiak, Baliński, Nowak
15. Smektała, Dolny, Szczepaniak, Musielak
16. Dudek, Porsing, Świderski, Kubera
17. Krakowiak, Miśkowiak, Kubera, Szczepaniak (d1)
18. Pieszczek, Baliński, Świderski, Musielak
19. Porsing, Dolny, Nowak, Kościuch
20. Ułamek, Dudek, Stachyra, Smektała

### Bieg pamięci Rifa Saitgariejewa
1. Dudek, Pieszczek, Ułamek, Krakowiak